# Neumeister Münchener Kunstauktionshaus
Neumeister Münchener Kunstauktionshaus GmbH & Co. KG ist ein Auktionshaus für Alte Kunst, Kunsthandwerk und Schmuck sowie Moderne und Zeitgenössische Kunst in München. Das Unternehmen entstand 1958 durch Übernahme des Auktionshauses von Adolf Weinmüller durch Rudolf Neumeister (1925–2017). 2008 übernahm seine Tochter Katrin Stoll das Auktionshaus und leitet es seither als alleinige geschäftsführende Gesellschafterin. 2017 hatte das Unternehmen 19 Mitarbeiter.

## Geschichte
Rudolf Neumeister ließ sich 1951 als Teilhaber der Kunsthandlung Neumeister & Gräf in München nieder und war unter anderem maßgeblich am Aufbau der Kunstsammlung von Georg Schäfer beteiligt. Im April 1958 beteiligte sich Rudolf Neumeister auf Vermittlung der Bayerischen Hypotheken- und Wechselbank als Kommanditist an dem Münchner Auktionshaus Adolf Weinmüller, das 1936 im Palais Leuchtenberg eröffnet worden war. Am 7. Juni 1958 übernahmen er und seine Frau Christa die restlichen Anteile des Auktionshauses. Der bisherige Firmenname wurde zunächst beibehalten. Im Mai 1958 fand die erste Auktion mit 3.000 Objekten statt. Noch bis 1978 firmierte das Auktionshaus Neumeister mit dem Zusatz „vormals Weinmüller“. Mit dem Umzug vom Almeida-Palais in das eigene Haus in der Münchner Maxvorstadt wurde der Name in „Neumeister – das Kunstauktionshaus bei den Pinakotheken“ geändert.
1960 versteigerte Neumeister den Nachlass des Kunstsammlers und -händlers Otto Bernheimer; ein süddeutscher Filmproduzent ließ 1963 Möbel und Gemälde von Wilhelm Leibl, Hans Purrmann und Carl Spitzweg versteigern. Unter den Käufern war unter anderem Prinzessin Soraya. Das Unternehmen beschäftigte 1965 zwanzig feste Mitarbeiter und neben den vier regulären Auktionen wurde erstmals eine Auktion „Moderne Kunst“ durchgeführt. Rudolf Neumeister beteiligte seine drei Töchter sukzessive als Kommaditistinnen an seinem Auktionshaus: Martina im Jahr 1979, Katrin 1983 und Michaela 1991. 1983 trat  Rudolf Neumeisters Schwiegersohn Michael Scheublein, der dessen Tochter Martina geheiratet hatte, ins Unternehmen ein. Im Jahr 2000 übertrug Rudolf Neumeister seine verbleibenden Anteile zu gleichen Teilen auf seine drei Töchter, 2003 starb Rudolf Neumeisters Frau Christa. Michael Scheublein wirkte bis 2008 in der Geschäftsleitung. In diesem Jahr übernahm die zweite Tochter Rudolf Neumeisters, Katrin Stoll, sämtliche Gesellschaftsanteile ihrer beiden Schwestern und wurde alleinige Inhaberin und Geschäftsführende Gesellschafterin des Auktionshauses. 2017 starb Rudolf Neumeister. Katrin Stoll gab 2009 die Aufarbeitung der NS-Geschichte des Auktionshauses Weinmüller bei der Kunsthistorikerin Meike Hopp in Auftrag. Die Ergebnisse publizierte Hopp 2012 in ihrer Dissertation Kunsthandlungen Adolf Weinmüllers in München und Wien 1936-1945. Nach Auffinden alter Weinmüller-Auktionskataloge im Frühjahr 2013 wurden diese digital erfasst und stehen in der Lost-Art Datenbank der Koordinierungsstelle für Kulturgutverluste seit Mai 2014 der Öffentlichkeit zur Verfügung.

## Kontroverse
Der Rechtswissenschaftler Erik Jayme vermutete 2018, dass ein Gemälde von Wilhelm Trübner Junger Priester die Monstranz haltend, das er 2010 bei Neumeister erworben hatte, dem Berliner Kunstsammler jüdischer Herkunft Berthold Nothmann gehört haben und diesem in der NS-Zeit entzogen worden sein könnte. Diese auf dem Zwölften Heidelberger Kunstrechtstag vorgetragenen vage Vermutung konnte Jayme aber in der Folgezeit nicht erhärten.